# 藤田大土
藤田 大土（ふじた だいと）は、日本の作曲家・編曲家。

## 来歴・人物
1969年、立教大学法学部法学科を卒業。翌1970年に桐朋学園大学の音楽科を、1974年にはイギリスのギルドホール音楽演劇学校の作曲科を、それぞれ聴講生として学び、その後、1977年にバークリー音楽大学を卒業。コントラバスをボストンシンフォニーの首席奏者・William Rhihenに師事。
1981年にヤマハ音楽院の専任講師を、1985年に尚美学園短期大学の講師を務め、現在に至る。

## 楽曲提供

### 歌謡曲
- 麻生よう子

「One night Joker」（編曲） ※佐瀬寿一と共編曲。
「さよならを言わせて」（編曲）
- 国広富之

「キープ・オン・ダッシング」（編曲）
「旅の始めは」（編曲）
- 香坂みゆき

「レイラ」（編曲）
「フィーユ（娼婦）」（編曲）
「さりげなく何気なく」（編曲）
「Merry-Andrew」（編曲）
「ラストダンス」（編曲）
- さだまさし

「関白宣言」（弦編曲）
「なつかしい海」（弦編曲）
- ポーラ・チョイ

「亦愛亦恨」（編曲）※原曲はさだまさしの「男は大きな河になれ」。
「歌衫」（編曲）※原曲は狩人の「小春日和」。
「錯愛也是愛（紫釵記）」（編曲）
- レスリー・チャン

「雪中情」（編曲）
「燒毀我眼睛」（編曲）※原曲は沢田研二の「愛の逃亡者」
「由零開始」（編曲）
「抵抗夜寒」（編曲）※原曲は五輪真弓の「野性の淚」。
- ケニー・ビー

「誠懇」（編曲）
「抱緊」（編曲）
- キャリー・クォン（鄺美雲）

「長夜抱琴」（編曲）
- マイケル・クワン（關正傑）

「一個秋天」（編曲）
「翻版冷感先生」（編曲）※原曲は135の「夢幻飛行」。

### アニメ・特撮・教育番組
アニメ
- 銀河旋風ブライガー（1981年 - 1982年）

「パラダイス・パラドックス」（編曲 / 歌：たいらいさお、結城梨沙）
「DANCING LOVE TRECKER」（編曲 / 歌：結城梨沙）
「Souler Wings（銀河の熱き風よ!）」（編曲 / 歌：たいらいさお）
- ビデオ戦士レザリオン（1984年 - 1985年）

「ビデオ戦士レザリオン」（編曲 / 歌：宮内タカユキ）
「ハートフル・ホットライン」（編曲 / 歌：かおりくみこ）
「We're ready」（編曲 / 歌：宮内タカユキ）
「忘れないでForever」（作曲・編曲 / 歌：かおりくみこ）
- 聖闘士星矢（1986年 - 1989年）

「ビューティフル・チャイルド」（作曲・編曲 / 歌：堀江美都子）
「ファイナル・ソルジャー」（作曲・編曲 / 歌：堀江美都子）
- ミスター味っ子（1987年 - 1989年）

「おかずユンタ」（編曲 / 歌：高山みなみ、川浪葉子、ならはしみき）
「必食料理人」（編曲 / 歌：鈴置洋孝）
「お鍋を見ててね」（編曲 / 歌：横尾まり）
「味皇料理会会歌」（編曲 / 歌：藤本譲と味皇料理会関東支部）
「スルメの意地」（編曲 / 歌：西村智博）
特撮
メタルヒーローシリーズ
- 巨獣特捜ジャスピオン（1985年 - 1986年）

「おれが正義だ!ジャスピオン」（編曲 / 歌：アイ高野）
「銀河狼ジャスピオン」（編曲 / 歌：アイ高野）
スーパー戦隊シリーズ
- 光戦隊マスクマン（1987年 - 1988年）

「光戦隊マスクマン」（編曲 / 歌：影山ヒロノブ）
「愛のソルジャー」（編曲 / 歌：影山ヒロノブ）
「ショットボンバー全力集中」（編曲 / 歌：影山ヒロノブ）
「テン・アイズ～5人の瞳～」（編曲 / 歌：影山ヒロノブ）
「アクション・ファンタジー」（作曲・編曲 / 歌：ミラクル・ボンバーズ）
- 超獣戦隊ライブマン（1988年 - 1989年）

「超獣戦隊ライブマン」（編曲 / 歌：嶋大輔）
「あしたに生きるぜ!」（編曲 / 歌：嶋大輔）
「ダッシュ!ライブロボ」（編曲 / 歌：茅弘二）
「正義は不滅さ、ライブマン」（編曲 / 歌：茅弘二）
「スパーク!海へ」（編曲 / 歌：森恵）
「ライブ・センチュリー～俺達の新世紀～」（編曲 / 歌：茅弘二）
「ライブボクサーの歌」（編曲 / 歌：茅弘二）
教育番組
- ひとりでできるもん!（第3シリーズ、1996年 - 1998年）

「パオパオパワー」（作曲・編曲 / 歌：山野さと子）

## 劇伴作品
- ミスター味っ子（1987年 - 1989年）
- ひとりでできるもん!（第3シリーズ、1996年 - 1998年）